# Aethionema capitatum
Aethionema capitatum är en korsblommig växtart som beskrevs av Pierre Edmond Boissier och Benedict Balansa. Aethionema capitatum ingår i släktet Aethionema och familjen korsblommiga växter. Inga underarter finns listade i Catalogue of Life.